# (35763) 1999 HK3
1999 HK3 (asteroide 35763) é um asteroide da cintura principal. Possui uma excentricidade de 0.08675690 e uma inclinação de 1.18898º.
Este asteroide foi descoberto no dia 16 de abril de 1999 por CSS em Catalina.